# Gamera 2: Legion Shūrai
Gamera 2: Legion Shūrai (ガ メ ラ 2 レ ギ オ ン 襲来 Gamera Tsū: Region Shūrai?), conocida en España como Gamera 2: El ataque de Legion, es una película japonesa de kaiju dirigida por Shusuke Kaneko y escrita por Kazunori Ito. Es la décima entrada en la serie de películas de Gamera, así como la segunda película en el período Heisei de la franquicia, que sirve como secuela directa de la película de 1995 Gamera: Daikaijū Kūchū Kessen. La película es protagonizada por Toshiyuki Nagashima, Miki Mizuno, Tamotsu Ishibashi y Mitsuru Fukikoshi, con Ayako Fujitani y Yukijirō Hotaru repitiendo sus papeles de la película anterior, y con Akira Ohashi interpretando al monstruo gigante Gamera. 
La película también presenta a Mizuho Yoshida como Legion, una raza de extraterrestres insectoides que invaden la Tierra, lo que hace que Gamera venga en defensa del planeta. La película se estrenó en Japón el 13 de julio de 1996 y fue sucedida por Gamera 3: Jyashin Iris Kakusei en 1999. 

## Argumento
Ha pasado un año desde la batalla entre Gamera y los Gyaos y Japón ha luchado por reconstruir sus ciudades mientras tanto. Los militares han mantenido una cautelosa vigilia en la costa de la nación, pero hasta ahora Gamera aún no ha regresado. Luego, en la noche de una lluvia de meteoritos, mientras estaba de excursión, la instructora de ciencias Midori Honami y su grupo de niños presencian una gran caída de meteoritos en la nieve de la montaña. La noche siguiente, dos guardias de seguridad se horrorizan al ver grandes criaturas parecidas a insectos que roban botellas de vidrio de un almacén cercano. Poco después, toda la ciudad de Sapporo está cubierta de plantas extrañas y el vínculo entre estos eventos pronto se aclara. Esta serie de incidentes extraños revela una nueva amenaza para la Tierra del Sol Naciente.
El meteorito ha llevado consigo una especie de extraterrestres. Estos extraterrestres han instalado una colmena en las entrañas de los túneles del metro de la ciudad, nutriendo deliberadamente una planta que crece fuera del metro hacia la ciudad. Pronto, una cápsula gigantesca brota de un edificio y el coronel Watarase de la Fuerza de Autodefensa se da cuenta de que está aumentando drásticamente los niveles de oxígeno de la ciudad. Trabajando junto con Miss Honami, se da cuenta de que los extraterrestres están construyendo una enorme plataforma de lanzamiento biológica: el aumento de oxígeno ayudará a las criaturas a explotar la flor, catapultando su semilla al espacio para que puedan colonizar otro mundo. Los militares solo pueden mirar impotentes, ya que cualquier intento de destruir la planta destruiría todo Sapporo.
Justo cuando se pierde toda esperanza, Gamera emerge del mar y se dirige hacia la ciudad sitiada. Él arranca la flor por sus raíces, pero es emboscado por un enjambre de soldados de insectos alienígenas. Mientras Gamera se esfuerza por deshacerse de los insectos atacantes, un soldado cercano los llama "Legion", en referencia a algo similar sobre una persona poseída por muchos espíritus malignos llamada Legion mencionada en la Santa Biblia. Gamera se ve obligado a retirarse, justo cuando la monstruosa reina de Legion irrumpe en el suelo y vuela para comenzar una segunda colmena. Sus alas están dañadas por aviones de combate, pero ella sobrevive. Nuevamente florece una flor de Legion, esta vez en Sendai, y nuevamente Gamera intenta detener su explosión. Sin embargo, es interceptado por Legion. Legion empala a Gamera con sus piernas afiladas y lo golpea con su rayo de cuerno. Sintiendo la detonación de su vaina acercándose, Legion deja a Gamera a morir y se aleja. Gamera cojea hacia la planta, destruyéndola derribándola antes de lanzar su semilla al espacio. La flor explota y aniquila completamente a Sendai, aparentemente matando a Gamera.
Los militares y científicos de Japón se apresuran a encontrar la debilidad de Legion, pero hasta ahora solo han encontrado una pista: la Legion simbiótica más pequeña se siente atraída por cualquier fuente electromagnética, como las líneas eléctricas. Si bien esto puede permitir que el ejército los distraiga, tiene el desafortunado efecto secundario de atraerlos a Tokio. Asagi visita la ciudad en ruinas donde Gamera yace en estado de coma y mientras trata de alcanzarlo, el colgante de orichalcum que permite que su vínculo se rompa. Gamera despierta, pero ante el sacrificio de su conexión humana.
Legion marcha a Tokio con la intención de plantar una tercera y última flor, pero Gamera la lleva a las afueras. Ella genera un enjambre de insectos soldados contra él, pero el ejército logra sacarlos y destruirlos con una distracción eléctrica. Gamera y Legion luchan en todos los suburbios y los militares lanzan algunos misiles a Legion en ayuda. Finalmente, Gamera logra arrancar el cuerno de Legion y se derrumba momentáneamente en la derrota. De repente, Legion se levanta y dispara látigos láser desde su muñón hacia Gamera. Al borde de la derrota, Gamera mira hacia el cielo y ruge y la luz comienza a brillar sobre él. Cuando Legion se acerca, el pecho de Gamera se abre y dispara un poderoso rayo de plasma. La explosión golpea a Legion y la destruye. 
Gamera mira hacia los espectadores humanos y luego asciende hacia el cielo. Mientras observan que Gamera se desvanece en la distancia, la humanidad se inquieta por su poder esperando que no vea a la humanidad como un enemigo.

## Reparto
- Toshiyuki Nagashima como Coronel Watarase.
- Miki Mizuno como Midori Honami.
- Tamotsu Ishibashi como Hanatani.
- Mitsuru Fukikoshi como Obitsu.
- Ayako Fujitani como Asagi Kusanagi.
- Yûsuke Kawazu como Nojiri.
- Akira Ohashi como Gamera.
- Mizuho Yoshida como Legión.
- Yukijirō Hotaru como Osako.

## Producción
La película comenzó a producirse en 1995. Poco después de que se anunció que A.D. Vision estrenaría la primera película en cines, se anunció además que la secuela estaba ahora en posproducción bajo el entonces título provisional de Gamera 2: Raygion Attacks. con el regreso del equipo creativo de la primera película.

## Estreno
Gamera 2: Legion Shūrai se lanzó en cines de Japón el 13 de julio de 1996, donde Tōhō la distribuyó.

## Recepción
La película fue la primera película de daikaiju en ganar el Premio Nihon SF Taisho (el Premio Nebula japonés) en 1996. Esta decisión provocó un feroz debate en la comunidad japonesa de ciencia ficción, con algunos críticos argumentando que la película marcó el declive de la literatura japonesa de ciencia ficción.